# 추룡
《추룡》(중국어: 追龍)은 2017년 9월 홍콩에서 개봉한 홍콩의 범죄, 액션, 스릴러 영화이다. 왕정이 감독과 각본을 맡았다. 대한민국에서는 2018년 9월 2일에 개봉되었다.

## 줄거리
영국의 식민 지배 하에 부패하고 혼란스러운 1963년 홍콩. 가난한 '오세호'(견자단)는 살기 위해 친구들과 함께 홍콩으로 밀항한다. 그러던 중 우연히 패싸움을 통해 그의 싸움 실력을 눈 여겨 본 경찰 '뢰락' 반장(유덕화)은 세호와 의형제를 맺고 홍콩의 매춘, 도박, 마약 3대 산업을 독점해 나간다. 하지만 그들은 영국 경찰과의 마찰과 그들을 시기, 질투하는 부패 경찰 '옌통' 등 수많은 위기와 마주하게 되는데...

## 출연진
주연
- 견자단 - 오세호 역
- 유덕화 - 뢰락 역

조연
- 강호문 - 윌 역
- 브라이언 라킨
- 오윤룡
- 필리프 졸리